# Ellipteroides (Progonomyia) alatus
Ellipteroides (Progonomyia) alatus is een tweevleugelige uit de familie steltmuggen (Limoniidae). De soort komt voor in het Neotropisch gebied.